# Rusesa
Rusesa è una circoscrizione mista (mixed ward) della Tanzania situata nel distretto rurale di Kasulu, regione di Kigoma. Conta una popolazione di 19 398 abitanti (censimento 2012).